# USS Leyte (CV-32)
El USS Leyte (CV/CVA/CVS-32, AVT-10) fue uno de los veinticuatro portaaviones de la clase Essex que prestaron servicio en la Armada de Estados Unidos, cuya construcción se llevó a cabo durante la Segunda Guerra Mundial y finalizó poco después. El buque fue el tercero de la Armada de EE. UU. en llevar este nombre. El USS Leyte fue puesto en servicio en abril de 1946, demasiado tarde para servir en la Segunda Guerra Mundial. Pasó la mayor parte de su carrera en el Atlántico, el Caribe y el Mediterráneo, pero también prestó servicio en la guerra de Corea, en la que obtuvo dos estrellas de batalla. Fue reclasificado en la década de 1950 como un portaaviones de ataque (CVA), luego como un portaaviones antisubmarino (CVS) y finalmente (después de la inactivación) como transporte de aviones (AVT).
A diferencia de la mayoría de las naves hermanas, el Leyte no recibió modernizaciones importantes, por lo que a lo largo de su carrera mantuvo el aspecto característico de los buques clase Essex de la Segunda Guerra Mundial. Fue dado de baja en 1959 y vendido como chatarra en 1970.

## Construcción y puesta en servicio
El Leyte fue uno de los barcos de la clase Essex de la variante de «casco largo». Fue denominado como Crown Point el 21 de febrero de 1944 en el Newport News Shipbuilding & Dry Dock Co., Newport News, Virginia, y hasta que fue renombrado como Leyte el 8 de mayo de 1945 para conmemorar la reciente batalla del Golfo de Leyte. Fue botado el 23 de agosto, siendo la madrina del acto la Sra. James M. Mead, y puesto en servicio el 11 de abril de 1946, con el capitán Henry F. MacComsey al mando.

## Historial de servicio
El Leyte y el acorazado Wisconsin realizaron una travesía por la costa occidental de América del Sur en el otoño de 1946, antes de regresar al Caribe el 18 de noviembre para reanudar las maniobras de prueba. En 1948, el portaaviones contaba con su primer destacamento de helicópteros HO3S-1, con el que participó en un ejercicio de la flota, la Operación Frigid, en el Atlántico Norte. 
En los años previos a la guerra de Corea, el Leyte participó en numerosos ejercicios con la flota en el Atlántico y el Caribe entrenando a los reservistas navales y fue desplegado en tres ocasiones en el Mediterráneo: de abril a junio de 1947, de julio a noviembre de 1947, septiembre de 1949 a enero de 1950, y de mayo a agosto de 1950. En este último periodo realizó una demostración del poder aéreo sobre Beirut (Líbano) el 13 de agosto, apoyando el Oriente Medio contra la presión comunista. 
El Leyte volvió a Norfolk el 24 de agosto, y tras dos semanas de preparación, partió el 6 de septiembre para unirse al Grupo de Tarea 77 (TF 77) en el Lejano Oriente para apoyar a las fuerzas de las Naciones Unidas en Corea.

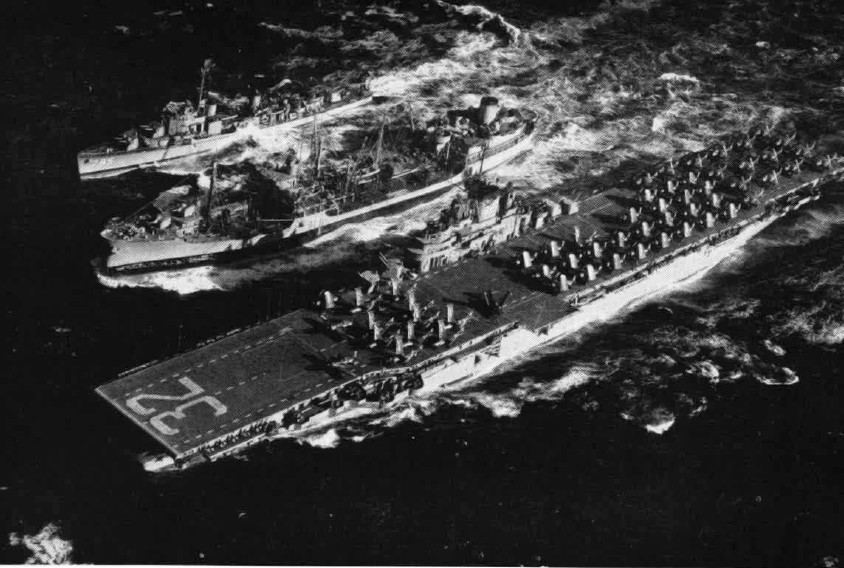
El portaaviones USS Leyte (CV-32) y el Destructor Clase Gearing repostan fuel desde un petrolero auxiliar en el Mar de Japón durante la guerra de Corea, en algún momento entre octubre de 1950 y enero de 1951.

El Leyte llegó a la base naval de los Estados Unidos en Sasebo (Japón) el 8 de octubre de 1950, llevando a cabo los últimos preparativos para las operaciones de combate. Del 9 de octubre al 19 de enero de 1951, la nave y sus aviones pasaron 92 días en el mar y realizaron 3 933 vuelos de combate contra las fuerzas de Corea del Norte. Sus pilotos acumularon 11 000 horas de vuelo en operaciones contra posiciones enemigas, suministros, transporte y comunicaciones. Entre los escuadrones embarcados en el Leyte se encontraba el VF-32 Swordsmen que volaba aparatos F4U Corsair. A este escuadrón pertenecía el primer aviador naval afroamericano, el alférez Jesse LeRoy Brown, que fue abatido en acción el 4 de diciembre de 1950. El barco volvió a Norfolk para revisión el 25 de febrero de 1951.
Una vez finalizado el conflicto de Corea, el Leyte participó en ejercicios de entrenamiento en el Caribe que terminaron el 21 de agosto, tras el cual el buque partió hacia su quinto período de servicio con la Sexta Flota el 3 de septiembre. Volvió a Norfolk el 21 de diciembre y de nuevo al Mediterráneo el 29 de agosto de 1952. El 1 de octubre fue reclasificado como CVA-32 y regresó a Boston el 16 de febrero de 1953 para su desactivación. Sin embargo, el 8 de agosto recibió la orden por la que se mantenía en activo y fue redesignado como CVS-32 el mismo día, por lo que se comenzó a trabajar en su transformación como portaaviones de lucha antisubmarina.
A las 15:15 del 16 de octubre de 1953, mientras aún se encontraba en proceso de conversión en portaaviones antisubmarino, el buque sufrió una explosión en el compartimento que albergaba la maquinaria de la catapulta. En cuestión de minutos, los camiones de bomberos de la base naval y de la ciudad se encontraban trabajando en el lugar hasta que el fuego fue extinguido a las 19:57. Como consecuencia del incendio, murieron 37 hombres y 28 resultaron heridos.
Los trabajos para la conversión finalizaron el 4 de enero de 1954, fecha en la que el Leyte salió de Boston para Quonset Point, Rhode Island, como buque insignia de la 18.ª división de portaaviones (CarDiv 18). Permaneció allí durante los siguientes cinco años realizando operaciones tácticas antisubmarinas a lo largo de la costa oriental y en el Caribe.
El Leyte partió de Quonset Point en enero de 1959 con destino al New York Navy Yard, donde comenzó la revisión previa a la desactivación. Fue redesignado AVT-10 y dado de baja el 15 de mayo de 1959, para ser asignado al grupo de la Reserva de la Flota del Atlántico en Filadelfia, donde permaneció hasta su venta como chatarra en septiembre de 1970.

## Condecoraciones
El Leyte recibió dos estrellas de servicio por las acciones que llevó a cabo en la guerra de Corea.

### Buques de la clase
• USS Essex (CV-9)
• USS Yorktown (CV-10)
• USS Intrepid (CV-11)
• USS Hornet (CV-12)
• USS Franklin (CV-13)
• USS Ticonderoga (CV-14)
• USS Randolph (CV-15)
• USS Lexington (CV-16)
• USS Bunker Hill (CV-17)
• USS Wasp (CV-18)
• USS Hancock (CV-19)
• USS Bennington (CV-20)
• USS Boxer (CV-21)
• USS Bon Homme Richard (CV-31)
• USS Kearsarge (CV-33)
• USS Oriskany (CV-34)
• USS Antietam (CV-36)
• USS Princeton (CV-37)
• USS Shangri-La (CV-38)
• USS Lake Champlain (CV-39)
• USS Tarawa (CV-40)
• USS Valley Forge (CV-45)
• USS Philippine Sea (CV-47)

### Listas relacionadas
• Portaaviones de Estados Unidos
• Portaaviones por país